# Pseudoparatanais batei
Pseudoparatanais batei is een naaldkreeftjessoort uit een nog niet bepaalde familie. De wetenschappelijke naam van de soort is voor het eerst geldig gepubliceerd in 1882 door Georg Ossian Sars.